# América Andina

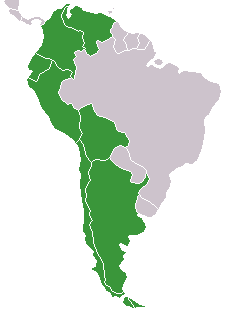
Mapa dos países dos estados andinos da América do Sul

A América Andina é uma das regiões parte da regionalização da América Latina, e ela é constituída pelos países da América do Sul atravessados pela Cordilheira dos Andes. 
São eles: Bolívia, Peru, Equador, Colômbia, Chile e Venezuela. Em conjunto esses países ocupam aproximadamente 5,4 milhões de quilômetros quadrados.

## História
A América Andina foi palco de grande civilizações, especialmente a dos incas. Foi do norte do Chile até o sul da Colômbia.
No tempo da conquista foi anexada ao Império Colonial Espanhol e foi dividida em Capitania Geral do Chile (Chile), Vice-Reino do Peru (Peru e  Bolívia), Vice-Reino de Nova Granada (Venezuela, Equador e Colômbia). Após as independências os países andinos tiveram o mesmo rumo de todos os outros países da América Latina, com democracias frágeis e mal-consolidadas, além de uma economia basicamente primário-exportadora.

## Geografia
A característica mais marcante do relevo da América Andina é a Cordilheira dos Andes que se estende de norte para sul acompanhando o oeste da América do Sul e é o aspecto comum do quadro natural dessa região. Encontramos também planícies litorâneas estreitas acompanhando o Pacífico e outras planícies na porção oriental nas terras baixas amazônicas. Em meio às montanhas que formam os Andes também registramos a existência dos altiplanos na Bolívia e no Peru. 
O clima na cordilheira apresenta o típico comportamento das áreas com elevada amplitude altimétrica. Ao subirmos a Cordilheira registramos temperaturas cada vez menores e a presença de neve permanente nos picos mais elevados. É o clima de montanha. No sentido norte-sul registramos os climas: equatorial, tropical, desértico (sul do Peru e norte do Chile), mediterrâneo e temperado (diminuindo as temperaturas em direção ao sul do Chile). A presença do Deserto de Atacama no Chile e Peru é explicada pela influência da corrente marítima fria de Humboldt. Suas águas geladas dificultam a evaporação e os ventos úmidos provenientes do Pacífico condensam-se sobre ela provocando chuvas sobre o oceano. No continente, por essa razão, os índices de umidade são muito reduzidos. Esse deserto pode atravessar períodos de até 25 anos sem o registro de chuvas. Sua atmosfera muito seca é propícia à observação astronômica. 
A vegetação acompanha o clima observando-se a presença da Floresta Equatorial Amazônica, arbustos como os lhanos da Venezuela, Florestas Tropicais, xerófitas e estepes (Atacama) e Floresta Temperada de Coníferas no sul do Chile. 
Os rios de maior destaque na América Andina são o Madalena na Colômbia, o Orinoco na Venezuela e um trecho do rio Amazonas no Peru. Na vertente do Pacífico os rios são curtos em extensão devido à proximidade do local de nascente (Andes) e o local da foz (Oceano Pacífico).

### Demografia
A população dos países andinos é superior a 150 milhões de habitantes, sendo a Colômbia, o Peru e a Venezuela os países mais populosos.
Na composição étnica da população andina, sobressaem os índios e os mestiços de índio com branco de origem espanhola, que juntos representam mais de 70% da população regional.
A concentração populacional é maior no litoral e nos altiplanos e vales andinos. A Leste da Cordilheira dos Andes, as terras baixas amazônicas são escassamente povoadas. Outro aspecto da distribuição da população regional é sua grande concentração nas cidades. A taxa de população urbana é maior na Venezuela e no Chile e menor no Equador e na Bolívia.
As maiores regiões metropolitanas dos países andinos são Lima, Bogotá e Santiago do Chile.

## Economia
A economia dos países andinos apóia-se predominantemente nas atividades extrativistas e agrícolas, pois a indústria em geral, restringiu-se à produção de bens de consumo, particularmente têxteis e alimentícios.
As maiores concentrações industriais aparecem nos grandes centros urbanos regionais, como Lima, no Peru, Santiago (Chile), no Chile, Bogotá, na Colômbia e Caracas, na Venezuela.
Grande parte da produção agrícola destina-se ao mercado interno. São as produções tropicais cultivadas na forma de plantation, como café, cacau, cana-de-açúcar, banana e algodão.
Entre essas culturas merece destaque: o café produzido principalmente no Vale do Rio Madalena, na Colômbia, o segundo produtor mundial.
Na agricultura voltada para o mercado interno, desenvolvida nos altiplanos e vales irrigados dos Andes, sobressaem as culturas do milho, da batata e da folha da coca, essa última cultivada particularmente na Colômbia, no Peru e na Bolívia. Na pecuária, merece destaque a criação de lhamas nos Andes, destinada principalmente a produção de lã.
A mineração, que envolve desde extração de esmeraldas, na Colômbia, até a de salitre no norte do Chile, destaca-se por sua importância na pauta de exportações.
As principais produções são a de prata, no Peru (segundo produtor mundial), estanho na Bolívia (segundo produtor mundial) e  petróleo no Equador e na Venezuela, que é membro da Organização dos Países Exportadores de Petróleo (OPEP).
A pesca é muito importante no Peru e no Chile. A Corrente de Humboldt arrasta consigo grande parte de plâncton até o litoral do Peru, onde os cardumes são abundantes, fazendo o Peru o maior produtor mundial de pescado.

### Dados socioeconômicos
| Nome      | Língua                     | Território    | Religião     | IDH          | PIB                 |
| --------- | -------------------------- | ------------- | ------------ | ------------ | ------------------- |
| Bolívia   | Espanhol, Quíchua e Aimará | 1,098,581 km² | Cristianismo | 0,692 (115º) | US$ 10,282 bilhões  |
| Chile     | Espanhol                   | 756.950 km²   | Cristianismo | 0,859 (38º)  | US$ 186,8 bilhões   |
| Colômbia  | Espanhol                   | 1.138.914 km² | Cristianismo | 0,790 (70º)  | US$ 135,075 bilhões |
| Equador   | Espanhol, Quíchua          | 283.560 km²   | Cristianismo | 0,763 (84º)  | US$ 40,447 bilhões  |
| Peru      | Espanhol                   | 1.285.220 km² | Cristianismo | 0,762 (79º)  | US$ 195,500 bilhões |
| Venezuela | Espanhol                   | 916,445 km²   | Cristianismo | 0,784 (72°)  | US$ 181,608 bilhões |

## Problemas sociais

### Narcotráfico
A Bolívia, Colômbia e o Peru são os maiores produtores mundiais de coca. A cultura da coca é muito antiga e importante nos Andes e seu consumo é amplamente difundido entre os povos da região.
Atualmente a produção tem sido cada vez mais direcionada para a obtenção da pasta de coca, que depois de refinada se transforma em cocaína. Supõe-se que mais da metade da produção é contrabandeada aos Estados Unidos, que tem procurado conter a expansão da cultura da coca através da desarticulação dos poderosos cartéis que a controlam, como o de Medellín e o de Cali.